# Β-Laktamazy
β-Laktamazy – bakteryjne enzymy rozrywające (dokładnie hydrolizujące) wiązanie β-laktamowe w cząsteczce antybiotyku β-laktamowego. Ich obecność w komórkach bakteryjnych jest źródłem oporności bakterii na ten rodzaj antybiotyków.
β-Laktamazy mają budowę zbliżoną do transpeptydaz – bakteryjnych enzymów uczestniczących w budowie ściany komórkowej, odpowiedzialnych za tworzenie mostków łączących podjednostki peptydoglikanu (mureiny) w integralną całość. Transpeptydazy są jednocześnie białkami, z którymi w normalnej komórce bakteryjnej łączą się antybiotyki β-laktamowe, aby je zablokować (transpeptydazy są punktem uchwytu β-laktamów – białkami PBP). Ze względu na to podobieństwo budowy β-laktamazy mogą łatwo wiązać się z cząsteczkami antybiotyku i dezaktywować je (uniemożliwiając im blokowanie transpeptydaz).
β-laktamazy są wydzielane przez bakterie Gram-dodatnie na zewnątrz komórki, a przez bakterie Gram-ujemne do przestrzeni periplazmatycznej.

## Podział

### Penicylinazy
- Penicylinazy – enzymy o wąskim spektrum substratowym, rozkładające naturalne penicyliny. Są wydzielane naturalnie przez niektóre gronkowce

### Cefalosporynazy
- β-laktamazy chromosomalne (chromosomalne cefalosporynazy – nazwa pochodzi od zdolności tych enzymów do rozkładu cefalosporyn) wytwarzane przez szczepy bakterii gram-ujemnych oprócz Salmonelli. Gen odpowiadający za produkcję tych enzymów znajduje się w chromosomie bakteryjnym. Ten rodzaj β-laktamaz rozkłada wszystkie β-laktamy z wyjątkiem karbapenemów oraz IV generacji cefalosporyn. Cefalosporynazy mogą być:
  - konstytuowane – wtedy bakteria wytwarza je stale, w stałej ilości, niezależnie od obecności induktora (którym jest często antybiotyk)
  - indukowane – bakteria uruchamia wytwarzanie enzymu tylko w obecności antybiotyku

### Plazmidowe β-laktamazy
- plazmidowe β-laktamazy wytwarzane przez szczepy bakterii Gram-ujemnych; gen jest zlokalizowany w plazmidzie. Wyróżnia się:
  - β-laktamazy klasyczne (typu TEM i SHV) – Wytwarzane przez pałeczki Gram-ujemne; Rozkładają penicyliny i cefalosporyny I generacji; Nie rozkładają cefalosporyn II, III i IV generacji, monobaktamów i karbapenemów; Są wrażliwe na inhibitory β-laktamaz; Ich obecność w komórkach bakteryjnych wykrywa się testem z cefinazą
  - β-laktamazy o rozszerzonym spektrum substratowym (typu ESβL) – Wytwarzane przeważnie przez szczepy żyjące w środowisku szpitalnym; Rozkładają penicyliny i dodatkowo cefalosporyny II, III i IV generacji oraz monobaktamy; Nie rozkładają karbapenemów; Są wrażliwe na inhibitory β-laktamaz. III doustna generacja cefalosporyn wykazuje częściową oporność na ten typ enzymu.

## Wykrywanie obecności β-laktamaz
Obecność β-laktamaz w komórkach bakteryjnych można wykryć:
- testem dwóch krążków: Na płytce z podłożem wzrostowym i posianym szczepem badanym, układa się w niewielkiej odległości dwa krążki: z cefalosporyną III generacji (np. ceftazydymem), a obok krążek z ampicyliną z dodatkiem kwasu klawulanowego (inhibitorem β-laktamaz). Większa strefa zahamowania wzrostu bakterii od strony krążka z dodatkiem inhibitora i jednocześnie mała strefa wzrostu od drugiej strony krążka z cefalosporyną III generacji, świadczy o obecności w szczepie β-laktamaz ESβL.
- testem wykorzystującym różnicę strefy zahamowania wzrostu między krążkiem z cefalosporyną III generacji a krążkiem z cefalosporyną z dodatkiem inhibitora β-laktamaz. Oba krążki układa się na płytce z podłożem wzrostowym i posianym szczepem bakterii. Po 24 godzinnej inkubacji, mierzy się średnicę zahamowania wzrostu bakterii wokół obu krążków. Jeśli różnica średnic wynosi więcej niż 5 mm, można wywnioskować, że badany szczep wytwarza β-laktamazy typu ESβL.